# ニコン大判用レンズの一覧
ニコン大判用レンズの一覧はニコンおよびその前身である日本光学工業が大判カメラ用に製造したレンズの一覧。
現在は製造・販売されていない。2006年1月11日のプレスリリース「フィルムカメラ製品のラインアップ見直しについて」において全製品の製造を終了、在庫分をもって販売も終了することが発表された。

## アニター
アニター（Anytar ）はテッサー型。日本光学工業が製造した最初の一般用写真レンズでニッコールレンズの源流となった。ほとんどは設計部数学課主任でドイツ人技術者だったハインリッヒ・アハト（Heinrich Acht ）が設計した。1928年にハインリッヒ・アハトがドイツに帰国した後は砂山角野らが改良を加えた。
- アニター 7.5cmF4.5[1][2]
- アニター 10.5cm F4.5 - ハインリッヒ・アハトが設計した後、1928年に吉橋嘉五郎（よしはしかごろう）が改良した[2]。
- アニター 10.7cm F4.5 - ディルマン設計[2]。
- アニター 12cm F4.5 - 大名刺判用[1]。1929年末に試作完了、1931年には本家テッサーに劣らない性能になったという[2]。1937年頃、日本光学工業の従業員仲間が集まって20円で旧コンパーシャッターを装着した状態で20本程を日本光学工業から購入、小西六（コニカを経て現コニカミノルタ）から昭和5年型大名刺判リリーをレンズのない状態で20台程まとめて購入、日本光学工業で調整しアニターを装着して使用したという。後にさらに改良されニッコール 12cm F4.5に発展した[1][2]。
- アニター 15cm F4.5[2]
- アニター 18cm F4.5[1][2]
- アニター 36cm F4.5[2]

## ニッコールAMシリーズ
接写用。AMとは"Apo-Macro"を意味する。絞りを挟んだ第2群と第3群をEDレンズを使用した貼り合わせに変更した完全対称のオルソメター型。等倍を基準に造られているため、無限遠撮影は推奨されない。無限遠時のイメージサークルは等倍時の約半分となる。品名末尾に「S」の付くものは絞り羽根が7枚のコパル#0シャッターが付属する。Sの付かない#0シャッターのものは絞り羽根が5枚である。
- ニッコールAM ED 120mm F5.6S - 4群8枚。イメージサークル250mm（F22、等倍）。シャッター#0。アタッチメントはφ52mmねじ込み。絞り羽根7枚。
- ニッコールAM ED 120mm F5.6（1983年（昭和58年）3月発売） - 4群8枚。イメージサークル250mm（F22、等倍）。シャッター#0。アタッチメントはφ52mmねじ込み。
- ニッコールAM ED 210mm F5.6（1985年（昭和60年）12月発売） - 4群8枚。イメージサークル400mm（F22、等倍）。シャッター#1。アタッチメントはφ67mmねじ込み。

## ニッコールMシリーズ
テッサー型の標準-望遠レンズ。3群4枚の製版レンズ、アポニッコールをベースとしているとカタログに記述がある。品名末尾に「S」の付くものは絞り羽根が7枚のコパル#0シャッターが付属する。Sの付かない#0シャッターのものは絞り羽根が5枚である。
- ニッコールM 105mm F3.5（1979年（昭和54年）12月発売） - 3群4枚。イメージサークル110mm（F22）。シャッター#0。アタッチメントはφ40.5mmねじ込み。
- ニッコールM 200mm F8S（1984年（昭和59年）10月発売） - 3群4枚。イメージサークル210mm（F22）。シャッター#0。アタッチメントはφ52mmねじ込み。絞り羽根7枚。
- ニッコールM 300mm F9（1977年（昭和52年）12月発売） - 3群4枚。イメージサークル325mm（F22）。シャッター#1。アタッチメントはφ52mmねじ込み。
- ニッコールM 450mm F9（1977年（昭和52年）12月発売） - 3群4枚。イメージサークル440mm（F22）。シャッター#3。アタッチメントはφ67mmねじ込み。

## ニッコールSWシリーズ
ビオゴン型。絞り込んで105°前後の包括角度を得られる。Sの付かない#0シャッターのものは絞り羽根が5枚である。
- ニッコールSW 65mm F4S - 4群7枚。イメージサークル170mm（F16）。シャッター#0。アタッチメントはφ67mmねじ込み。絞り羽根7枚。
- ニッコールSW 65mm F4（1978年（昭和53年）6月発売） - 4群7枚。イメージサークル170mm（F16）。シャッター#0。アタッチメントはφ67mmねじ込み。
- ニッコールSW 75mm F4.5S（1984年（昭和59年）3月発売） - 4群7枚。イメージサークル200mm（F16）。シャッター#0。アタッチメントはφ67mmねじ込み。絞り羽根7枚。
- ニッコールSW 75mm F4.5（1978年（昭和53年）7月発売） - 4群7枚。イメージサークル200mm（F16）。シャッター#0。アタッチメントはφ67mmねじ込み。
- ニッコールSW 90mm F4.5S（1984年（昭和59年）3月発売） - 4群7枚。イメージサークル235mm（F16）。シャッター#0。アタッチメントはφ82mmねじ込み。絞り羽根7枚。
- ニッコールSW 90mm F4.5（1978年（昭和53年）6月発売） - 4群7枚。イメージサークル235mm（F16）。シャッター#0。アタッチメントはφ82mmねじ込み。
- ニッコールSW 90mm F8S（1984年（昭和59年）3月発売） - 4群8枚。イメージサークル235mm（F22）。シャッター#0。アタッチメントはφ67mmねじ込み。絞り羽根7枚。
- ニッコールSW 90mm F8（1981年（昭和56年）1月発売） - 4群8枚。イメージサークル235mm（F22）。シャッター#0。アタッチメントはφ67mmねじ込み。
- ニッコールSW 120mm F8S - 4群8枚。イメージサークル312mm（F22）。シャッター#0。アタッチメントはφ77mmねじ込み。絞り羽根7枚。
- ニッコールSW 120mm F8（1979年（昭和54年）12月発売） - 4群8枚。イメージサークル312mm（F22）。シャッター#0。アタッチメントはφ77mmねじ込み。
- ニッコールSW 150mm F8（1981年（昭和56年）12月発売） - 4群8枚。イメージサークル400mm（F22）。シャッター#1。アタッチメントはφ95mmねじ込み。

## ニッコールTシリーズ
テレタイプ。
- ニッコールT ED 270mm F6.3（1981年（昭和56年）12月発売） - 4群5枚。イメージサークル160mm（F22）。
- ニッコールT ED 360mm F8（1981年（昭和56年）12月発売） - 4群5枚。イメージサークル210mm（F22）。シャッター#1。アタッチメントはφ67mmねじ込み。前群はニッコールT ED500mmF11、ニッコールT ED720mmF16と共通であり、後群を交換することにより3通りに使える。
- ニッコールT ED 500mm F11（1983年（昭和58年）3月発売） - 4群6枚。イメージサークル210mm（F22）。シャッター#1。アタッチメントはφ67mmねじ込み。前群はニッコールT ED360mmF8、ニッコールT ED720mmF16と共通であり、後群を交換することにより3通りに使える。
- ニッコールT ED 600mm F9（1983年（昭和58年）3月発売） - 5群6枚。イメージサークル310mm（F22）。シャッター#3。アタッチメントはφ95mmねじ込み。前群はニッコールT ED800mmF12、ニッコールT ED1200mmF18と共通であり、後群を交換することにより3通りに使える。
- ニッコールT ED 720mm F16（1985年（昭和60年）12月発売） - 4群7枚。イメージサークル210mm（F22）。シャッター#1。アタッチメントはφ67mmねじ込み。前群はニッコールT ED360mmF8、ニッコールT ED500mmF11と共通であり、後群を交換することにより3通りに使える。
- ニッコールT ED 800mm F12（1983年（昭和58年）3月発売） - 5群7枚。イメージサークル310mm（F22）。シャッター#3。アタッチメントはφ95mmねじ込み。前群はニッコールT ED600mmF9、ニッコールT ED1200mmF18と共通であり、後群を交換することにより3通りに使える。
- ニッコールT ED 1200mm F18（1985年（昭和60年）12月発売） - 5群8枚。イメージサークル310mm（F22）。シャッター#3。アタッチメントはφ95mmねじ込み。前群はニッコールT ED600mmF9、ニッコールT ED800mmF12と共通であり、後群を交換することにより3通りに使える。

## ニッコールWシリーズ
オルソメター型。絞り込んで70°前後の包括角度を得られる。Sの付かない#0シャッターのものは絞り羽根が5枚である。
- ニッコールW 100mm F5.6（1979年（昭和54年）12月発売） - 4群6枚。イメージサークル153mm（F22）。シャッターコパル#0。アタッチメントはφ40.5mmねじ込み。
- ニッコールW 105mm F5.6S（1984年（昭和59年）8月発売） - 4群6枚。イメージサークル155mm（F22）。シャッター#0。アタッチメントはφ52mmねじ込み。絞り羽根7枚。
- ニッコールW 105mm F5.6 - 4群6枚。イメージサークル153mm（F22）。シャッター#0。アタッチメントはφ40.5mmねじ込み。
- ニッコールW 135mm F5.6S（1984年（昭和59年）3月発売） - 4群6枚。イメージサークル200mm（F22）。シャッター#0。アタッチメントはφ52mmねじ込み。絞り羽根7枚。
- ニッコールW 135mm F5.6（1977年（昭和52年）4月発売、1978年（昭和53年）9月シャッター変更） - 4群6枚。イメージサークル200mm（F22）。シャッター#0。アタッチメントはφ52mmねじ込み。
- ニッコールW 150mm F5.6S（1984年（昭和59年）3月発売） - 4群6枚。イメージサークル210mm（F22）。シャッター#0。アタッチメントはφ52mmねじ込み。絞り羽根7枚。
- ニッコールW 150mm F5.6（1977年（昭和52年）3月発売、1978年（昭和53年）9月シャッター変更） - 4群6枚。イメージサークル210mm（F22）。シャッター#0。アタッチメントはφ52mmねじ込み。
- ニッコールW 180mm F5.6（1977年（昭和52年）4月発売、1978年（昭和53年）9月シャッター変更） - 4群6枚。イメージサークル253mm（F22）。シャッター#1。アタッチメントはφ67mmねじ込み。
- ニッコールW 210mm F5.6（S）（1979年（昭和54年）9月発売）
- ニッコールW 210mm F5.6（1977年（昭和52年）3月発売、1978年（昭和53年）9月シャッター変更） - 4群6枚。イメージサークル295mm（F22）。シャッター#1。アタッチメントはφ67mmねじ込み。
- ニッコールW 240mm F5.6（1978年（昭和53年）7月発売） - 4群6枚。イメージサークル336mm（F22）。シャッター#3。アタッチメントはφ82mmねじ込み。
- ニッコールW 300mm F5.6（1978年（昭和53年）9月発売） - 4群6枚。イメージサークル420mm（F22）。シャッター#3。アタッチメントはφ95mmねじ込み。
- ニッコールW 360mm F6.5（1985年（昭和60年）12月発売） - 4群6枚。イメージサークル494mm（F22）。シャッター#3。アタッチメントはφ95mmねじ込み。

## その他
- ニッコール 7.5cm F4.5 - アニター 7.5cm F4.5の改良型[2]。
- ニッコール 10.5cm F4.5 - アニター 10.5cm F4.5の改良型[2]。
- ニッコール 12cm F4.5 - アニター 12cm F4.5の改良型[2]。
- ニッコール 18cm F4.5 - アニター 18cm F4.5の改良型[2]。

- ニッコール 300mm F9（1968年（昭和43年）11月発売）
- ニッコール 450mm F9（1968年（昭和43年）11月発売）